# 박민성 (희극인)
박민성(1984년 7월 29일 ~ )은 대한민국의 희극 배우이다.
유튜브채널 희극인에서 노랑머리양아치로 활동중이다. 
개그맨 이상은 같은:힙합 좋아하고... 묘하게 닮았다
신윤승 1985년생 공채로 따지면 반말하지만...  나이로 따지면 형 부른다

## 출연작

### 방송
- 코미디빅리그 (tvN)
  - 《로마법》
  - 《내 마음이 들리냐》
  - 《엑스트라》
  - 《검은 사제들》
  - 《크레이지》
  - 《개국공신》
  - 《CSI》
  - 《그린 나이트》
  - 《전설의 복학생》
  - 《컴funny》
  - 《2018 궁예》
  - 《2018 장희빈》
- 코미디빽리그 (tvN
  - 《조세호를 웃겨라》
  - 《UCC탐험대》
- 개그콘서트
  - 《2024 봉숭아학당》희안84
  - 《데프콘 어때요》
  - 《레이디 액션》
  - 《심곡 파출소》
  - 《만담듀오 희극인즈》